# DirectX Media Objects
DirectX Media Objects (DMO) są to komponenty COM działające podobnie do DirectShow. Służą do strumieniowego przesyłania i przetwarzania danych z wejścia do wyjścia. Zwykle są to interfejsy kodeków służące do przetwarzania danych multimedialnych. Dzięki swojej budowie DMO są łatwiejsze do zaimplementowania niż DirectShow.